# Пустохин, Анатолий Феофанович
Анатолий Феофанович Пустохин (род. 16 декабря 1938) — советский и российский актёр театра и кино, народный артист России (1994).

## Биография
Анатолий Феофанович Пустохин родился 16 декабря 1938 года. В 1963 году окончил Ленинградский государственный институт театра, музыки и кинематографии (ЛГИТМиК).
В 1963—1969 годах играл в Театре имени Ленсовета. 
С 1969 года выступал в Большом Драматическом театре им. М. Горького (ныне Большой драматический театр имени Г. А. Товстоногова). Был секретарём партийной организации театра.

## Награды
- Заслуженный артист РСФСР (19 сентября 1979).
- Орден Дружбы народов (29 мая 1981).
- Народный артист России (6 июля 1994) — за большие заслуги в области театрального искусства[2].
- «Серебряная медаль» им. А. П. Довженко — за фильм Строгая мужская жизнь (1977)[3].

## Работы в театре

### Театр им. Ленсовета
- «Ромео и Джульетта» Уильяма Шекспира — Меркуцио
- «Мой бедный Марат» Алексея Арбузова — Леонидик
- «Через сто лет в берёзовой роще» Вадима Коростылёва — Николай I

### Большой драматический театр
- «Бедная Лиза» Н. М. Карамзина — Леонид
- «Мольер» — Лагранж
- «Протокол одного заседания» Александра Гельмана — бригадир Потапов
- «Тихий Дон» — Астахов
- «Амадеус» — император Иосиф
- «Энергичные люди» — Курносый
- «Пиквикский клуб» по роману Ч. Диккенса — Смиггерс
- «Коварство и любовь» Фридриха Шиллера — гофмаршал фон Кальб
- «Последние» — Лещ
- «Салемские колдуньи» — судья Готторн
- «Порог» А. А. Дударев (1984, постановка Г. С. Егорова) — Красовский

## Фильмография
- 1965 — Первый посетитель — Милютин (в титрах — Л. Пустохин)
- 1967 — Зависть (телеспектакль) — пилот-конструктор
- 1967 — Золотая роза (телеспектакль)
- 1968 — Вопреки уравнениям (телеспектакль) — художник
- 1968 — Дон Кихот ведёт бой (телеспектакль) — Суворин
- 1968 — Леонтий Васильевич Дубельт (телеспектакль) — Последние дни
- 1969 — Мальчик из спичечной коробки (телеспектакль) — профессор Йокус фон Покус
- 1972 — Мужество жить (телеспектакль) — писатель
- 1974 — Этот чудак Андерсен
- 1974 — Капитальный ремонт (телеспектакль) — Николай Ливитин, лейтенант
- 1974 — Последний день зимы — эпизод
- 1975 — Воздухоплаватель — подполковник
- 1976 — Пансионат на Страндвеген (телеспектакль)
- 1977 — Строгая мужская жизнь — Илья Иванович Клёнов, подполковник, командир танкового полка
- 1978 — Ошибки юности — Андрей, муж Люси
- 1979 — Бал (телеспектакль)
- 1979 — Своё счастье — Александр Павлович Резников
- 1980 — Тревога — Егоров, капитан погранзаставы
- 1983 — Племянник
- 1986 — Пиквикский клуб (телеспектакль) — Смиггерс
- 1987 — Железный дождь
- 1987 — Моонзунд — капитан заградителя «Припять»
- 1987 — Подъезд с атлантами (телеспектакль)
- 1988 — Прошедшее вернуть — отец Сергея Гончарова, царский прокурор
- 1989 — Энергичные люди (телеспектакль) — Курносый
- 1998 — Улицы разбитых фонарей 1 (22-я серия «Ля-ля-фа») — дядя Сева